# Valle Hermoso, Chiapas
Valle Hermoso är en ort i Mexiko.   Den ligger i kommunen Tapachula och delstaten Chiapas, i den sydöstra delen av landet, 900 km sydost om huvudstaden Mexico City. Valle Hermoso ligger 244 meter över havet och antalet invånare är 194.
Terrängen runt Valle Hermoso är platt söderut, men norrut är den kuperad. Runt Valle Hermoso är det ganska tätbefolkat, med 239 invånare per kvadratkilometer. Närmaste större samhälle är Tapachula, 5,1 km söder om Valle Hermoso. Trakten runt Valle Hermoso består till största delen av jordbruksmark.